# Шнурування струму
Шнурування струму — ефект виникнення в напівпровідниках та діелектриках за сильних електричних полів високопровідного каналу (шнура) електричного струму, радіус якого менший за поперечний переріз зразка. Густина струму в шнурі набагато перевищує густину в навколишньому об'ємі, тому може виявитися, що майже весь струм протікає через шнур. 
Шнурування струму виникає, якщо вольт-амперна характеристика матеріалу настільки сильно відхиляється від закону Ома, що має S-подібну форму. Це характерно для речовин, електропровідність яких швидко зростає зі збільшенням температури через збільшення концентрації носіїв або їх рухливості; нагрівання за рахунок джоулевого тепла призводить до збільшення провідності та аномального росту струму.   
Шнурування струму передує пробою напівпровідників та діелектриків. Густина струму в шнурі може досягати настільки високих значень, що внаслідок виділення джоулевого тепла відбувається руйнування діелектрика чи напівпровідника з утворенням скрізного отвору або проплавлення з утворенням каналу в матеріалі; в каналі можуть протікати хімічні реакції, наприклад, в органічних напівпровідниках осідає вуглець, в йонних кристалах - метал тощо. 